# 市场出清

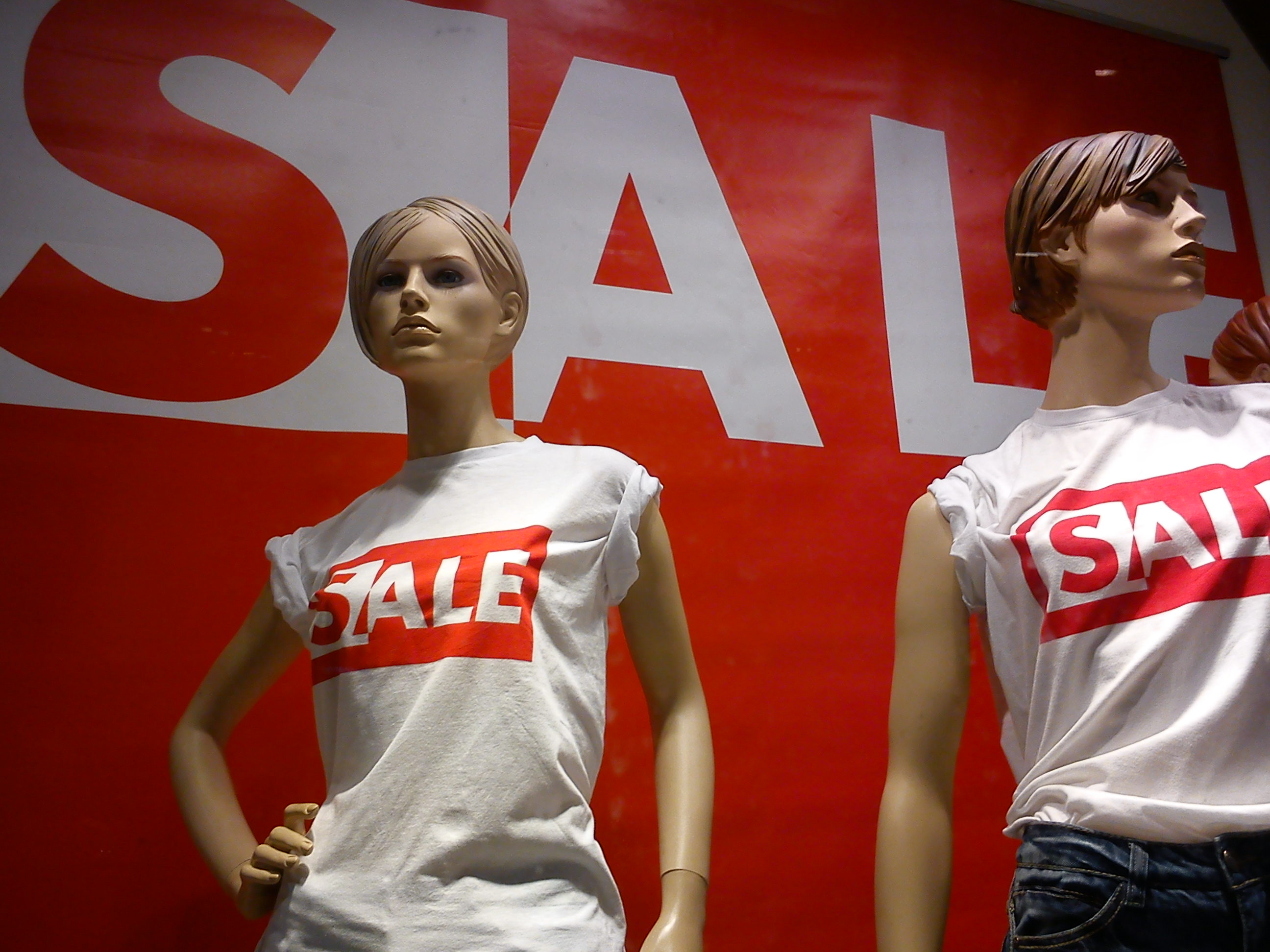
在零售店中，当企业以某种产品的长期使用的价格下未售产品过多（例如随着寒冷季节临近而未售出剩下的夏季服装）时，商店通常会打折，直到售出多余的库存，这就是一个“市场出清”的简单例子。

在经济学中，市场出清（英语：market clearing）是在市场中，任何使交易的供给等于需求的过程，即为“清理”多余的供给或需求。新古典经济学假设在任何给定市场中，假设所有买家和卖家都可以全面获取信息并且没有阻碍价格变化的粘性，价格总是会向上或向下调整以确保市场出清。

## 市场机制
市场出清价格是供给量等于需求量的商品或服务的价格，也就是均衡价格。 该理论认为如果市场价格不为均衡价格，那么市场价格就一定在不断接近均衡价格直到二者相等。对于短期商品的销售，供应量是固定的，因此市场出清价格只是使得所有商品售尽的价格，但不会也无需更低。在这种情况下，市场上的所有商品就会刚好被买空。对于持续生产和销售商品的市场，该理论预测市场将朝着在较长的时间段上向供应量等于需求量的价格移动。这段时间可以是一周甚至是一年。为了消除由批量制造和提前约定的交付计划造成的供给不灵活性，卖家通常有库存进行缓冲，因此产品始终可供零售而不会留下多余的需求。

## 延伸阅读
- 双重拍卖
- 经济均衡
- 供需